# 迪约
迪约（法語：Dyo，法語發音：[djo]）是法国索恩-卢瓦尔省的一个市镇，属于沙罗勒区。

## 地理
迪约（46°21'36"N, 4°16'35"E）面积15.8 平方千米，位于法国勃艮第-弗朗什-孔泰大區索恩-卢瓦尔省，该省份为法国中部省份，北起顺时针与科多尔省、汝拉省、安省、罗讷省、卢瓦尔省、阿列省和涅夫勒省接壤。
与迪约接壤的市镇（或旧市镇、城区）包括：尚日、布里奥奈地区科隆比耶、马尔西伊拉格尔斯、布里奥奈地区圣日耳曼、圣于连德锡夫里、圣桑福里安德布瓦。

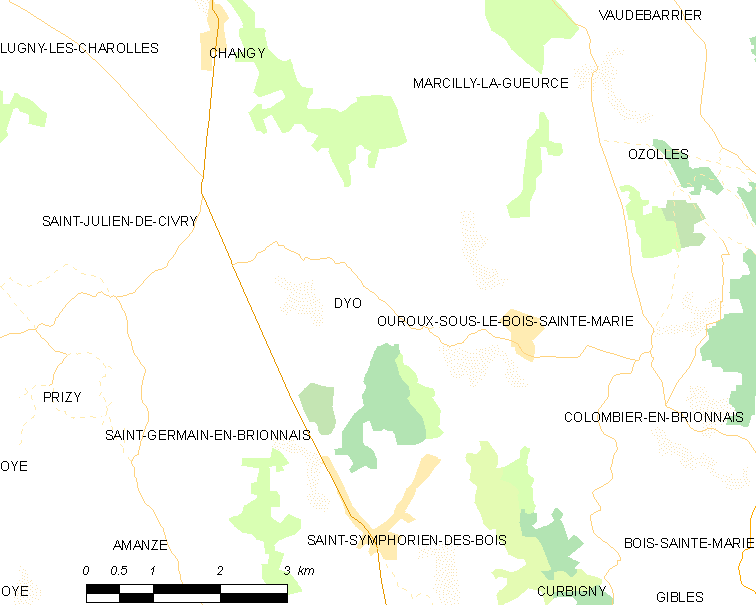
迪约的OSM定位图

迪约的时区为UTC+01:00、UTC+02:00（夏令时）。

## 行政
迪约的邮政编码为71800，INSEE市镇编码为71185。

## 政治
迪约所属的省级选区为沙罗勒县。

## 人口

1962-2008年间迪约人口变化图示

迪约于2022年1月1日时的人口数量为325人。